# Medicago tunetana
Medicago tunetana är en ärtväxtart som först beskrevs av Svante Samuel Murbeck, och fick sitt nu gällande namn av Arthur William Hill. Medicago tunetana ingår i släktet luserner, och familjen ärtväxter. Inga underarter finns listade i Catalogue of Life.